# Homún
Homún es una localidad del estado de Yucatán, México, cabecera del municipio homónimo, ubicada aproximadamente 55 kilómetros al sureste de la ciudad de Mérida, capital del estado, y 10 km al sureste de la ciudad de Acanceh.

## Toponimia
El toponímico Homún significa en idioma maya "Cinco tiernos", por derivarse de los vocablos ho, cinco y mun, que no ha sazonado aún.

## Datos históricos
Homún está enclavado en el territorio que fue la jurisdicción de  Hocabá-Homún antes de la conquista de Yucatán.
Sobre la fundación de Homún no hay datos exactos, aunque data desde antes de la época de la conquista. Durante la época colonial la población estuvo bajo el régimen de las encomiendas, entre las cuales la de Pedro Álvarez y Melchor Pacheco, en 1549; Juan Vela, 1564; Juan Vela de Aguirre, Catalina de Rua y Santillán Gómez del Castillo, en 1579; Pedro de Mézquita, 1629; Cristóbal Gutiérrez Flores, Juan del Castillo y Quiñones y Juan Serrano, en 1687; Ana Serrano y Alonso de Aranda y Aguayo, con 162 indios en 1710; y la de Antonio del Castillo y Carrillo, con 469 indios a su cargo en 1725. 
Al declararse Yucatán independiente de España la población adquiere la categoría de villa y entonces formó parte del Partido de Beneficios Bajos con cabecera en Sotuta.

## Sitios de interés turístico
En Homún se encuentran dos templos, uno en donde se venera a San Buenaventura, construido en el siglo XVII, y el otro en honor de Santiago Apóstol, también de la época colonial. En las inmediaciones se encuentra el casco de la exhacienda Polabán. 
Hay, también en las cercanías, zonas arqueológicas que contienen vestigios de la cultura maya precolombina: Kampepén, Sion y Yalahau.

## Galería

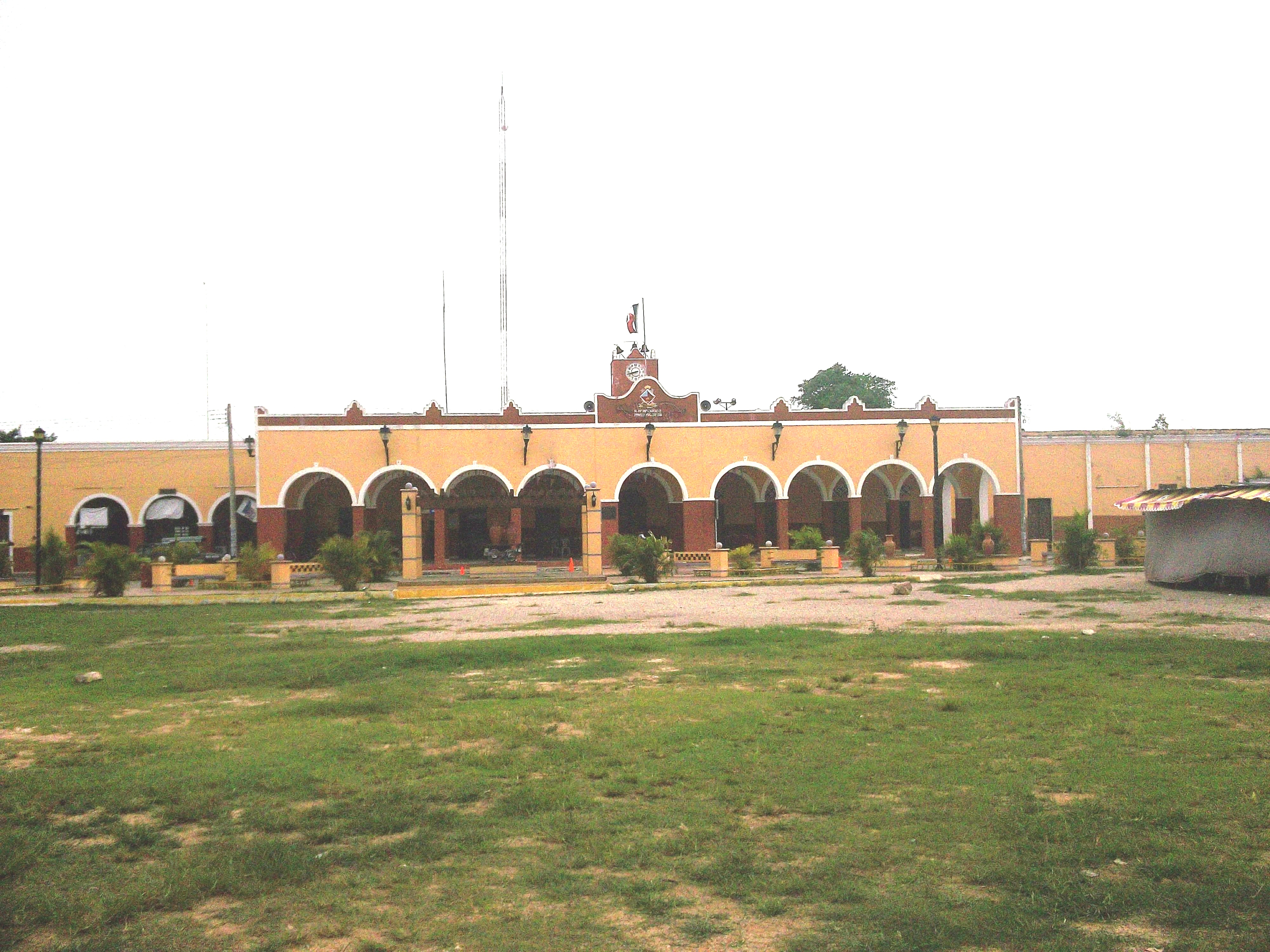
Palacio municipal.
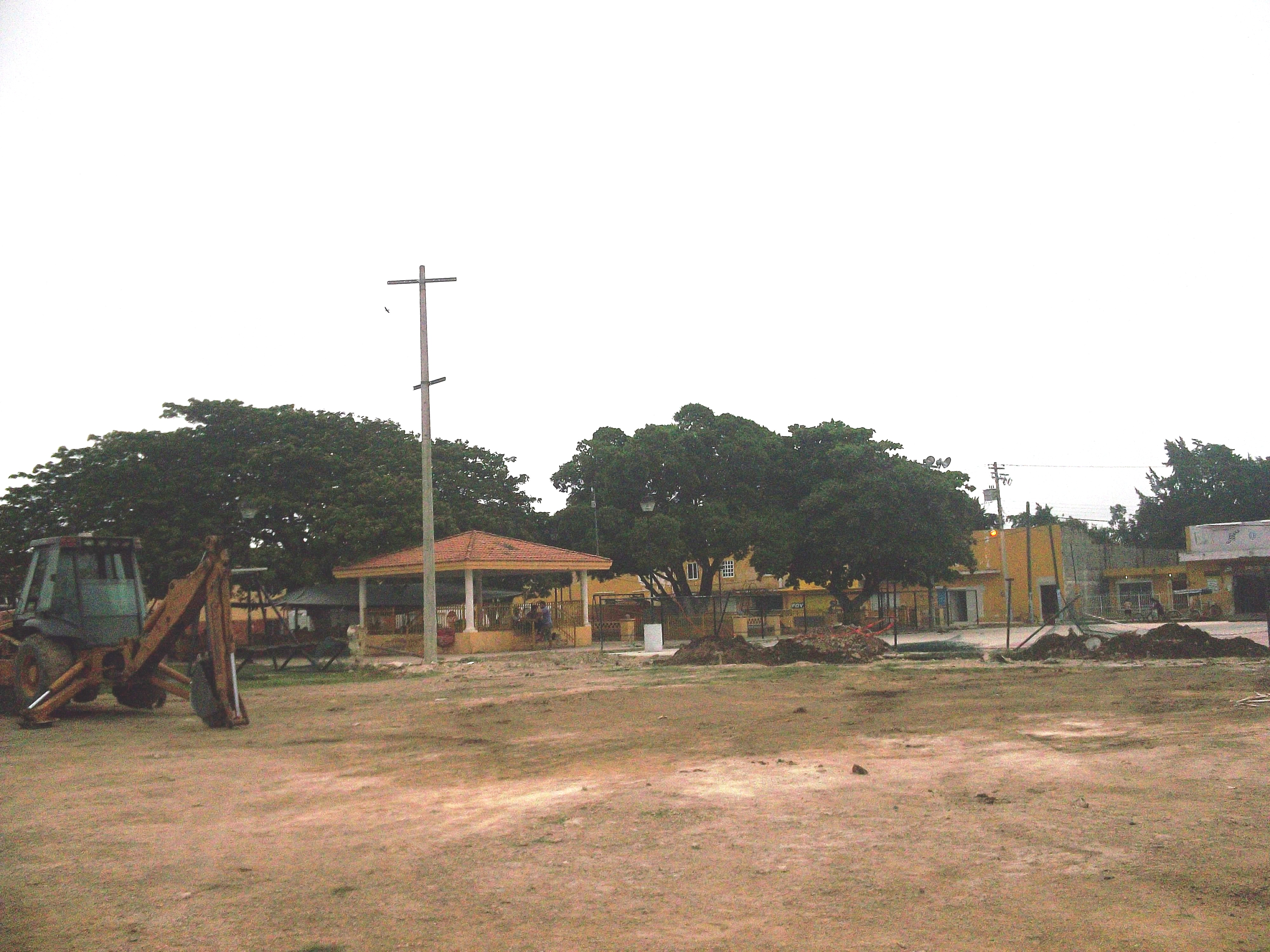
Parque principal.
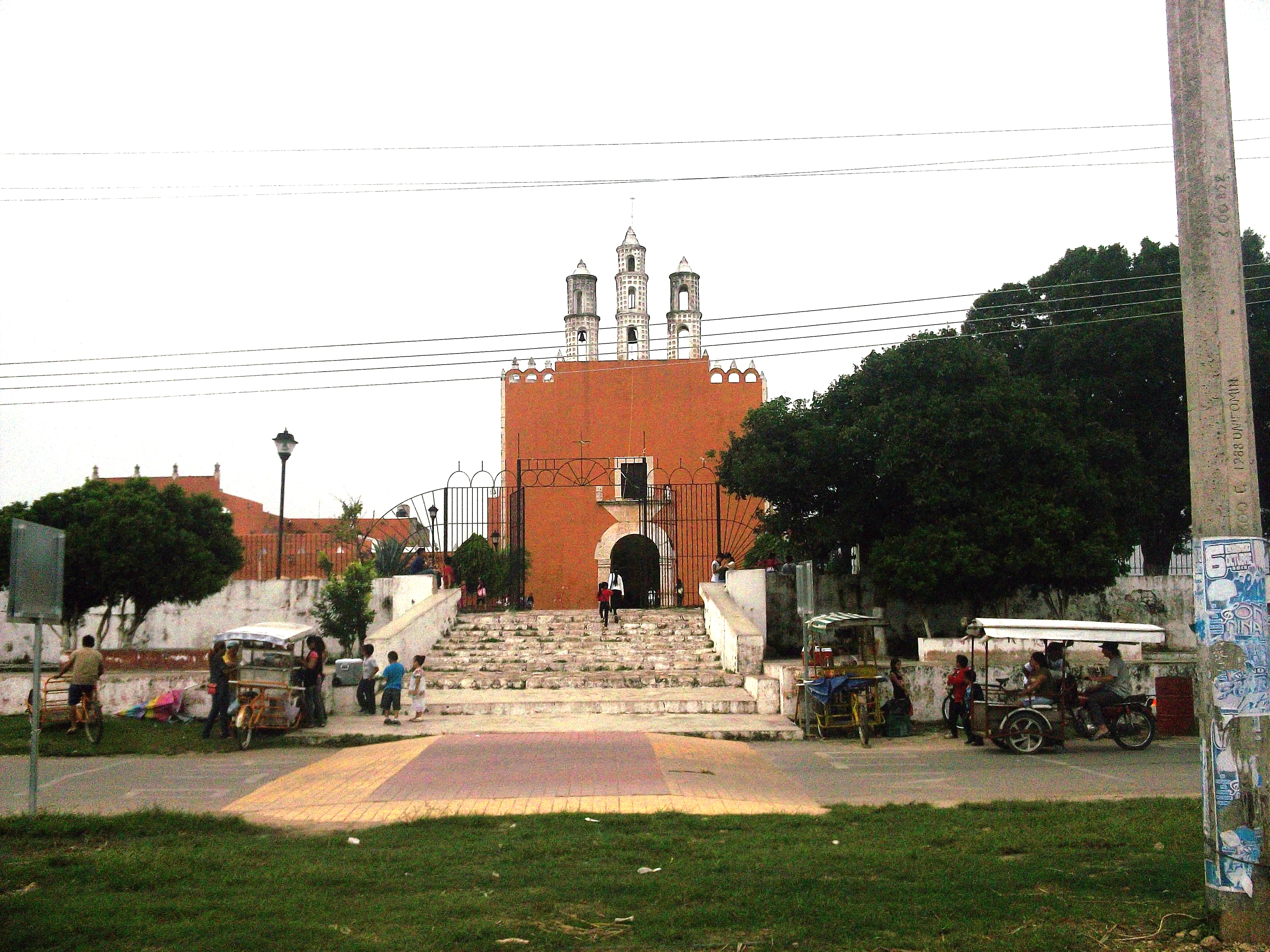
Iglesia.